# Дядюші (пам'ятка природи)
Дядюші — ботанічна пам'ятка природи місцевого значення. Об'єкт розташований на території Черкаського району Черкаської області, квартал 224 виділ 33 Тясминського лісництва.
Площа — 0,9 га, статус отриманий у 1972 році.

## Галерея

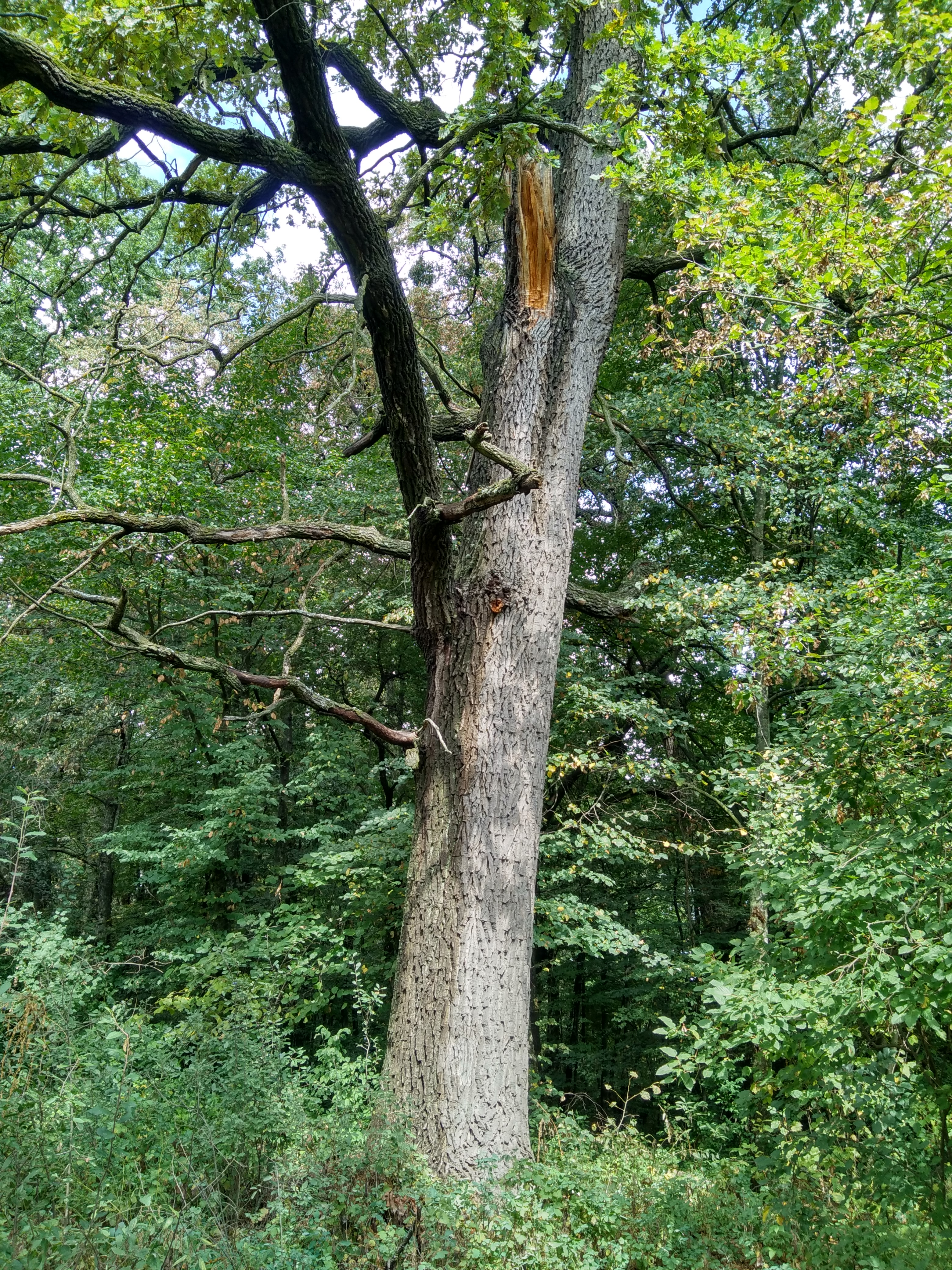
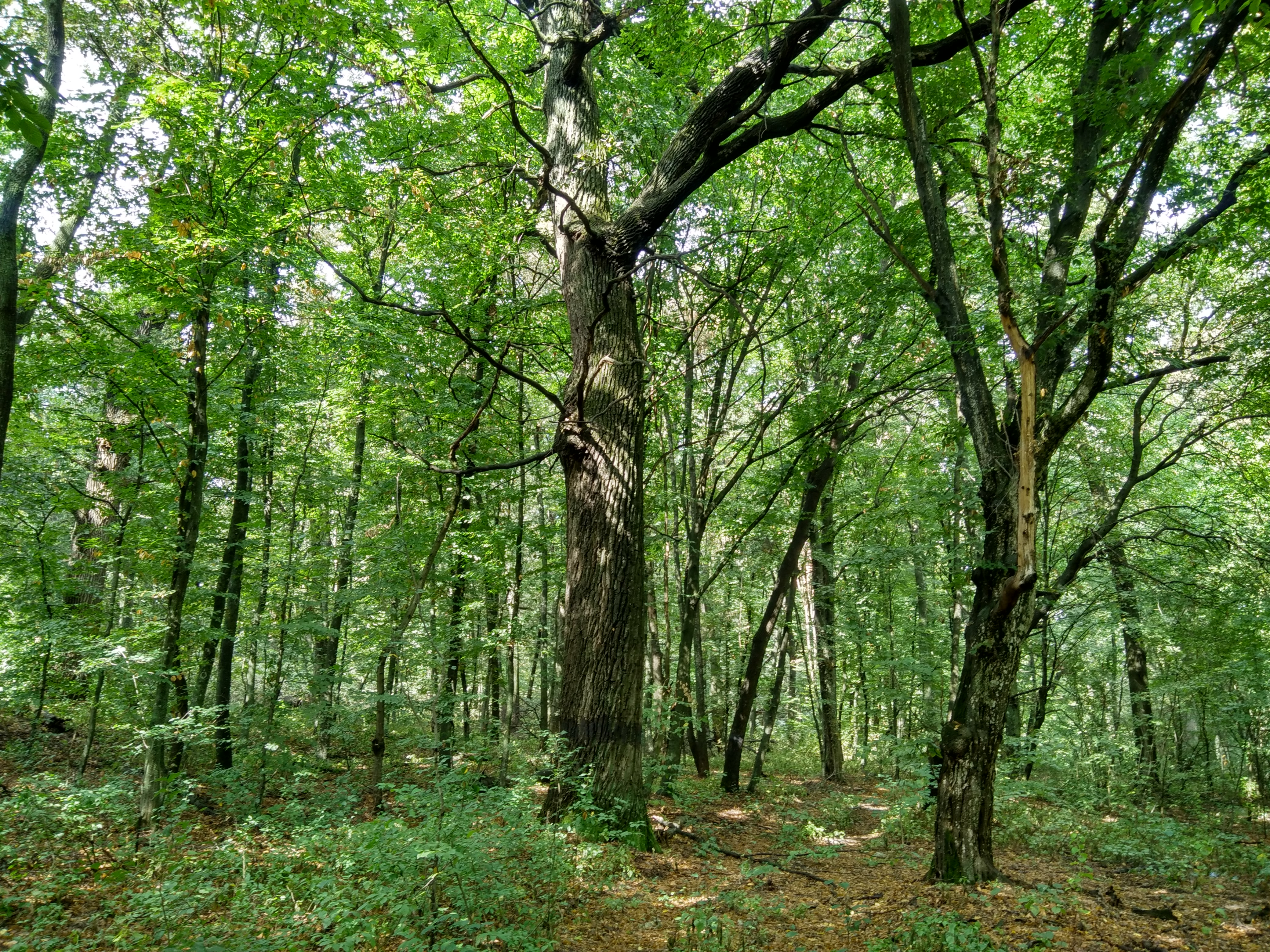
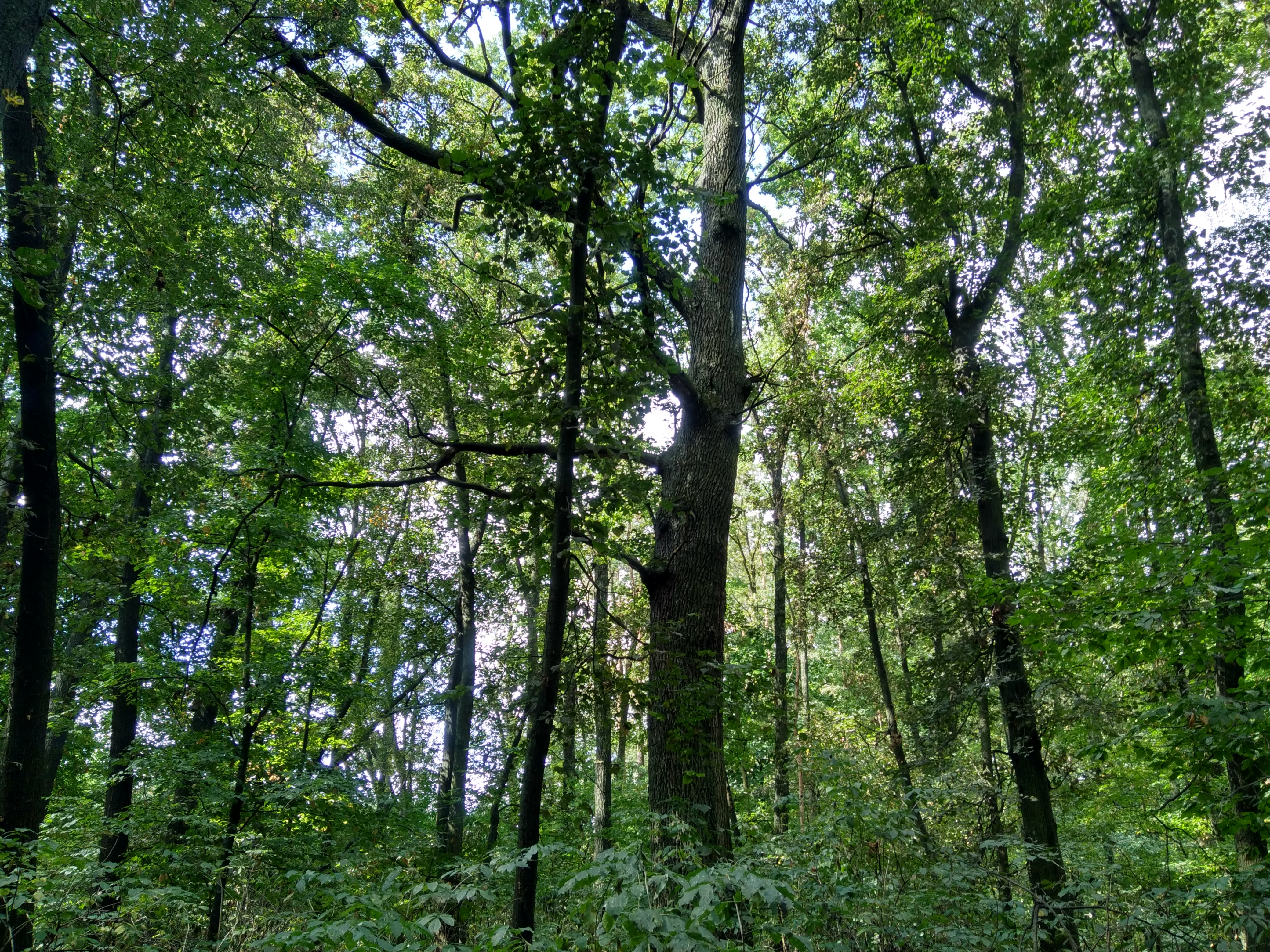